# Голец Леванидова
Голец Леванидова (лат. Salvelinus levanidovi) — эндемичный высокобореальный азиатский вид гольцов семейства лососёвых. Назван в 1989 году в честь дальневосточного учёного, исследователя лососёвых экосистем В. Я. Леванидова.

## Описание
Голец Леванидова имеет удлинённое низкое тело с крупной головой и хищным ртом. У идущих из моря рыб голова и спина сверху серо-зелёные, брюхо и бока серебристые. По краю лучей хвостового плавника проходит узкая коричневая полоса. На спине, боках и жировом и хвостовом плавниках имеются ряд мелких, округлых и неправильной формы белых и жёлтых пятен. Ротовая полость белая, рыло и нижняя челюсть жёлтые. Местные названия гольца — желторотый голец, лимонник, топь, желторотик. Голец Леванидова внешне похож на мальму и кунджу, но отличить их просто. Спина и хвостовой стебель покрыты крупными продолговатыми жёлтыми пятнами с чётко очерченными краями. Общая расцветка напоминает скорее кунджу (светлые пятна у кунджи вдвое мельче), а пропорции тела и форма головы ближе к мальме. Только что зашедшие из моря рыбы при общем серебристом цвете имеют желтоватый отлив в то время как серебристая мальма серо-зелёного оттенка. 
Имеет только проходную форму. Ежегодно мигрирует в начале лета на нагул в море, при этом далеко не удаляясь от побережья, и возвращается осенью на нерест и зимовку в реки.  Гольца Леванидова отличает нерест в зоне распространения наледей, отсутствие жилых форм (или их крайняя немногочисленность), ранний скат молоди в море, хищный образ жизни, укороченный репродуктивный цикл и повышенная плодовитость. В течение жизни совершает 5-7 ежегодных морских миграций. Как мальма и кунджа, голец Леванидова строит гнезда и закапывает икру. Продолжительность жизни 9-10 лет. Длина достигает 67 см, масса до 2,2 кг.
Численность популяции гольца Леванидова точно не известна. В р. Пенжина по численности соответствует кундже (Salvelinus leucomaenis). Учитывая охранный статус, представляет научный интерес в целях сохранения и изучения уникального эндемичного генофонда для разработки проблем эволюции и видообразования в группе лососевых рыб. Может служить объектом спортивного рыболовства (по принципу "поймал — отпусти").

## Ареал
Обитает на северном и северо-восточном побережье Охотского моря Магаданской области — в реках Яна, Ойра, Яма, Тахтояма; на Камчатке встречается только в бассейне реки Пенжина, где сравнительно многочислен.
Занесён в Красную книгу Севера Дальнего Востока России и в Красную книгу Камчатки.